# Tränskär
Tränskär är en ö i Finland. Den ligger i Skärgårdshavet och i kommunen Pargas i den ekonomiska regionen  Åboland i landskapet Egentliga Finland, i den sydvästra delen av landet. Ön ligger omkring 74 kilometer sydväst om Åbo och omkring 190 kilometer väster om Helsingfors.
Öns area är 27,5 hektar och dess största längd är 1,1 kilometer i sydväst-nordöstlig riktning.